# Championnat du circuit de snooker 2021

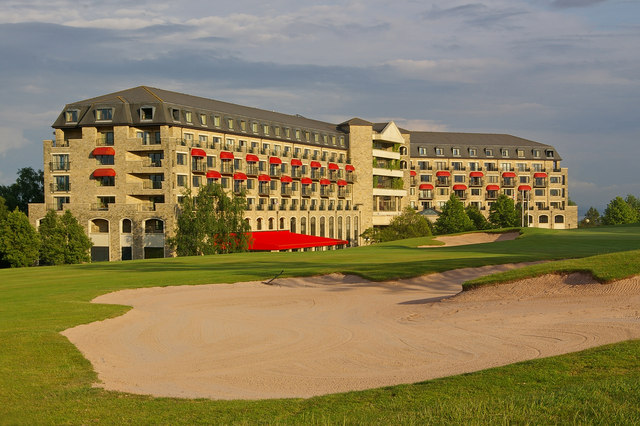
Celtic Manor Resort (extérieur)

Le championnat du circuit 2021 est un tournoi de snooker de catégorie classée comptant pour la saison 2020-2021. L'épreuve s'est tenue du 22 au 28 mars 2021 au Celtic Manor Resort de Newport, au Pays de Galles. Elle est organisée par la WPBSA et parrainée par la société de vente de voitures en ligne Cazoo.

## Déroulement

### Contexte avant le tournoi
Ce tournoi se présente comme la troisième et dernière épreuve de la Coupe Cazoo, un ensemble de trois tournois britanniques inscrits au programme de la saison 2020-2021 de snooker. Il a commencé en décembre 2020 avec le Grand Prix mondial et s'est poursuivi en février 2021 avec le championnat des joueurs. Le dirigeant de la WPBSA Barry Hearn a décidé de mettre en place ce trio de tournois afin d'animer la fin de saison à la manière de la FedEx Cup en golf. En effet, le champ des joueurs se réduit au fur et à mesure des tournois : ils sont 32 qualifiés pour le Grand Prix mondial, puis 16 pour le championnat des joueurs et seulement 8 pour ce tournoi, en se basant sur le classement mondial de la saison en cours.
Le tenant du titre est Stephen Maguire, qui avait battu Mark Allen 10 manches à 6 en finale l'an passé.

### Faits marquants
Neil Robertson remporte son 20e tournoi classé en carrière en battant Ronnie O'Sullivan en finale, sur le score de 10 manches à 4. L'Australien a réalisé onze centuries dont cinq lors de la finale. Il a remporté au moins un titre professionnel par an depuis l'année 2006 et devient ainsi le septième joueur à remporter 20 tournois classés. Pour O'Sullivan, il s'agit d'une cinquième défaite de rang cette saison en finale.

## Dotation
La répartition des prix est la suivante :
- Vainqueur : 150 000 £
- Finaliste : 60 000 £
- Demi-finalistes : 40 000 £
- Quart de finalistes : 20 000 £
- Meilleur break : 10 000 £

Dotation totale : 380 000 £

## Liste des qualifiés
Selon une liste spécifique établie sur une seule année — à l'opposé des classements usuels établis sur deux années —, les 8 joueurs qualifiés sont ceux ayant obtenu le plus de points depuis les Masters d'Europe 2020 (septembre 2020) jusqu'aux Séries professionnelles 2020 (mars 2021).
| Rang | Joueur            | Points totaux | Résultat         | Résultat                      |
| ---- | ----------------- | ------------- | ---------------- | ----------------------------- |
| 1    | Judd Trump        | 523 500       | Quarts de finale | éliminé par Barry Hawkins     |
| 2    | Mark Selby        | 280 500       | Demi-finales     | éliminé par Neil Robertson    |
| 3    | Neil Robertson    | 261 000       | Vainqueur        | face à Ronnie O'Sullivan      |
| 4    | John Higgins      | 199 500       | Quarts de finale | éliminé par Ronnie O'Sullivan |
| 5    | Ronnie O'Sullivan | 173 500       | Finale           | éliminé par Neil Robertson    |
| 6    | Jack Lisowski     | 164 500       | Quarts de finale | éliminé par Neil Robertson    |
| 7    | Kyren Wilson      | 161 000       | Quarts de finale | éliminé par Mark Selby        |
| 8    | Barry Hawkins     | 121 500       | Demi-finales     | éliminé par Ronnie O'Sullivan |

## Tableau
|  | Quarts de finale au meilleur des 19 manches | Quarts de finale au meilleur des 19 manches | Quarts de finale au meilleur des 19 manches |                |                | Demi-finales au meilleur des 19 manches | Demi-finales au meilleur des 19 manches | Demi-finales au meilleur des 19 manches |  |  | Finale au meilleur des 19 manches | Finale au meilleur des 19 manches | Finale au meilleur des 19 manches |
|  |                                             |                                             |                                             |                |                |                                         |                                         |                                         |  |  |                                   |                                   |                                   |
|  |                                             | Judd Trump                                  | 7                                           |                |                |                                         |                                         |                                         |  |  |                                   |                                   |                                   |
|  |                                             | Barry Hawkins                               | 10                                          |                |                |                                         |                                         |                                         |  |  |                                   |                                   |                                   |
|  |                                             | Barry Hawkins                               | 10                                          |                | Barry Hawkins  | 9                                       |                                         |                                         |  |  |                                   |                                   |                                   |
|  |                                             |                                             |                                             |                | Barry Hawkins  | 9                                       |                                         |                                         |  |  |                                   |                                   |                                   |
|  |                                             |                                             | Ronnie O'Sullivan                           | 10             |                |                                         |                                         |                                         |  |  |                                   |                                   |                                   |
|  |                                             | John Higgins                                | Ronnie O'Sullivan                           | 10             | 8              |                                         |                                         |                                         |  |  |                                   |                                   |                                   |
|  |                                             | John Higgins                                |                                             |                | 8              |                                         |                                         |                                         |  |  |                                   |                                   |                                   |
|  |                                             | Ronnie O'Sullivan                           | 10                                          |                |                |                                         |                                         |                                         |  |  |                                   |                                   |                                   |
|  |                                             |                                             |                                             |                |                |                                         |                                         |                                         |  |  |                                   | Ronnie O'Sullivan                 | 4                                 |
|  |                                             |                                             |                                             | Neil Robertson | 10             |                                         |                                         |                                         |  |  |                                   |                                   |                                   |
|  |                                             | Neil Robertson                              | 10                                          |                |                |                                         |                                         |                                         |  |  |                                   |                                   |                                   |
|  |                                             | Jack Lisowski                               | 5                                           |                |                |                                         |                                         |                                         |  |  |                                   |                                   |                                   |
|  |                                             | Jack Lisowski                               | 5                                           |                | Neil Robertson | 10                                      |                                         |                                         |  |  |                                   |                                   |                                   |
|  |                                             |                                             |                                             |                | Neil Robertson | 10                                      |                                         |                                         |  |  |                                   |                                   |                                   |
|  |                                             |                                             | Mark Selby                                  | 3              |                |                                         |                                         |                                         |  |  |                                   |                                   |                                   |
|  |                                             | Mark Selby                                  | Mark Selby                                  | 3              | 10             |                                         |                                         |                                         |  |  |                                   |                                   |                                   |
|  |                                             | Mark Selby                                  |                                             |                | 10             |                                         |                                         |                                         |  |  |                                   |                                   |                                   |
|  |                                             | Kyren Wilson                                | 3                                           |                |                |                                         |                                         |                                         |  |  |                                   |                                   |                                   |

## Finale
| Finale au meilleur des 19 manches Arbitre : Brendan Moore |                          |                          |
| Ronnie O'Sullivan Angleterre                              | 4 - 10 ( - )             | Neil Robertson Australie |
| 2 133                                                     | Centuries Meilleur break | 5 133                    |
| Neil Robertson remporte le championnat du circuit 2021    |                          |                          |

## Centuries
- 138, 125, 121, 103  Barry Hawkins
- 136, 133, 123, 121, 119, 114, 114, 112, 106, 103, 103  Neil Robertson
- 133, 128, 112, 101  Ronnie O'Sullivan
- 129  Jack Lisowski
- 119  Judd Trump
- 109  Mark Selby
- 101  John Higgins